# Rush (Irland)
 For alternative betydninger, se Rush. (Se også artikler, som begynder med Rush)
Rush (Irsk: Ros Eó) er en irsk by i County Fingal i provinsen Leinster, i den centrale del af Republikken Irland med en befolkning (inkl. opland) på 8.286 indb i 2006 (6.769 i 2002)